# 踝
踝（ankle）也称足踝、脚踝，是人類足部與腿相連的部分，外观上有两侧突起，分别为内踝、外踝。
在解剖學上，踝关节包括了三个关节：踝关节本体（距小腿关节）、距下关节、下胫腓关节。踝关节本体在人类为屈戌关节，位于上方的胫骨、腓骨和下方的距骨间；距下关节则由距骨的跟骨关节面和跟骨的后关节面构成。

## 主要韧带
胫腓前韧带
胫腓后韧带
距腓前韧带
距腓后韧带
跟腓韧带
三角韧带

## 外部連結
- 解剖學(Anatomy)--足部骨 （页面存档备份，存于）